# Der diskrete Charme der Bourgeoisie
Der diskrete Charme der Bourgeoisie (Originaltitel: Le charme discret de la bourgeoisie) ist ein surrealistisches Filmdrama von Luis Buñuel aus dem Jahr 1972.

## Handlung
Eine Gruppe von sechs Angehörigen der Bourgeoisie – bestehend aus zwei reichen französischen Ehepaaren, einer jungen Frau sowie dem korrupten Botschafter von Miranda, einem fiktiven lateinamerikanischen Land – plant ein stilvolles Essen im kleinen Kreis. Das Essen wird jedoch wegen permanenter Zwischenfälle und Missverständnisse immer wieder verschoben. Mal kommen die Gäste am falschen Tag, mal haben die Gastgeber noch miteinander Sex, woraufhin die anderen Gäste nach 20 Minuten vergeblichen Wartens ratlos wieder gehen. Die Haupthandlung spaltet sich in zahlreiche Nebenstränge auf, in denen unter anderem Geistliche, Gefängniswärter, Kommissare, Terroristen, Gangster und melancholische Soldaten eine Rolle spielen.

## Hintergrund
Das Besondere an dem Film – neben dem für Buñuel typischen, hier besonders geballt in Szene gesetzten Spott gegen die High Society und die dekadente Sinnlosigkeit ihrer Rituale – besteht in seiner surrealistischen Erzählweise. So findet ein großer Teil der Handlung nur als Traum einzelner Protagonisten statt. Der eine Bourgeois träumt etwa das Leben eines anderen und umgekehrt. Einmal träumt sogar der eine Bourgeois, dass ein anderer Bourgeois etwas geträumt habe, bis er aufwacht und alles als „absurden Traum“ abtut. Mit jedem dieser Rahmenwechsel der Erzählung wird der gesamte Wahrheitsgehalt des bis dahin Gezeigten infrage gestellt.
Das von der Bourgeoisie mit ihrem diskreten Charme bewohnte Universum ist insofern aus den Fugen geraten, als es ständig von traumatischen Ereignissen bedroht ist. So enden alle Träume im individuellen Trauma eines der Träumenden. Stilistisch schwenkt der Film so zwischen der Grundstimmung einer Komödie und Versatzstücken unter anderem aus dem Horrorfilm hin und her.
1974 drehte Buñuel mit Das Gespenst der Freiheit eine Art Fortsetzung, insbesondere in Bezug auf den sprunghaften, episodenhaften und unzusammenhängenden Charakter der Filmhandlung. In seinen Memoiren schrieb Buñuel:

„Wenn ich heute daran zurückdenke, kommt es mir vor, als bildeten Die Milchstraße, Der diskrete Charme der Bourgeoisie und Das Gespenst der Freiheit, die alle drei nach Originalstoffen entstanden sind, eine Art Trilogie oder besser ein Triptychon, wie es sie im Mittelalter gab. Dieselben Themen kehren in allen drei Filmen wieder und gelegentlich sogar dieselben Sätze. Sie sprechen von der Suche nach der Wahrheit, die man fliehen muß, sobald man sie gefunden zu haben glaubt, vom unnachgiebigen gesellschaftlichen Ritual. Sie sprechen vom unerläßlichen Suchen, vom Zufall, von der persönlichen Moral, vom Geheimnis, das respektiert werden muß.“

## Synchronisation
Die deutsche Synchronfassung fertigte 1973 die Berliner Synchron von Wenzel Lüdecke in Berlin an. Das Dialogbuch verfasste Fritz A. Koeniger, Synchronregie führte Dietmar Behnke.
- Fernando Rey: Claus Biederstaedt
- Delphine Seyrig: Edith Schneider
- Stéphane Audran: Renate Küster
- Jean-Pierre Cassel: Harry Wüstenhagen
- Paul Frankeur: Hans Dieter Zeidler
- Bulle Ogier: Dagmar Biener
- Julien Bertheau: Friedrich Schoenfelder
- Milena Vukotic: Renate Danz
- Claude Piéplu: Martin Hirthe
- Maxence Mailfort: Wolfgang Ziffer
- Michel Piccoli: Wilhelm Borchert
- François Maistre: Klaus Miedel

## Kritiken
„In seinem drittletzten Film knüpft Buñuel an früheste surrealistische Muster an und führt die Denunziation des als verrottet angeprangerten Bürgertums zu einem Höhepunkt, indem er eine schlüssige ‚bürgerliche‘ Dramaturgie zerschlägt und deren Bruchstücke als Traumelemente um ein operettenhaftes Personeninventar drapiert.“

„Luis Buñuel … führt mit rabenschwarzem Humor und surrealem Witz die bürgerliche Elite vor …. Die Idee stammt von Produzent Serge Silberman. Der hatte mal Gäste eingeladen, ohne es vorher seiner Frau zu sagen. Großbürgerlicher Alltag, kurios angerichtet“

„Eine wahnwitzige Mixtur aus Farce und Tragödie, Traum und Wirklichkeit, die die illustre Gesellschaft genüsslich bloßstellt – ein typischer Buñuel-Film also. Der Regisseur entfaltet dieses groteske Panorama eines charmant-inhumanen, genusssüchtigen Großbürgertums mit spielerischer Eleganz, ohne dass der Film bei aller komödiantischen Leichtigkeit an aggressiver Schärfe früheren Werken nachsteht. Stars wie Delphine Seyrig, Stéphane Audran und Bulle Ogier glänzen in der surrealistischen Gesellschaftssatire, in der Buñuel das Bürgertum und seine Rituale erneut ad absurdum führt.“

## Auszeichnungen
1973 gewann Der diskrete Charme der Bourgeoisie als bester fremdsprachiger Film einen Oscar, Buñuel und Jean-Claude Carrière wurden für das Drehbuch für einen weiteren Oscar nominiert. Die beiden sowie Stéphane Audran für ihre Rolle im Film gewannen 1974 außerdem den Britischen Filmpreis; der Film erhielt drei weitere Nominierungen. 1973 folgte eine Nominierung für den Golden Globe Award als bester ausländischer Film sowie der Gewinn des französischen Prix Méliès.
Der diskrete Charme der Bourgeoisie wurde in die Time-Auswahl der besten 100 Filme von 1923 bis 2005 gewählt.

## Adaptionen
- PeterLicht und SE Struck: Der diskrete Charme der Bourgeoisie. Theaterstück nach Luis Buñuel (Uraufführung 12. März 2022, Schauspiel Frankfurt)[11]
- Stephen Sondheim (Musik und Text) und David Ives (Buch): Here We Are. Musical basierend auf Der diskrete Charme der Bourgeoisie und Der Würgeengel. (Uraufführung 22. Oktober 2023, The Shed, New York)[12]